# In Concert – Brandeis University 1963
In Concert — Brandeis University 1963— концертний альбом американського музиканта та автора пісень Боба Ділана, виданий 11 квітня 2011 року лейблом Columbia Records. Всі композиції альбому були записані 10 травня 1963 року під час концерту музиканта на фестивалі у Брандейському університеті, Волтгем (Массачусетс).
Вперше композиції альбому були представлені у 2010 році як додатковий диск до The Bootleg Series, Vol. 9: The Witmark Demos: 1962-1964, а у 2011 році платівка отримала власний окремий реліз. Запис концерту було знайдено в архіві музичного критика, співзасновника журналу Rolling Stone, Ральфа Глісона у 2009 році.

## Список композицій
| #  | Назва                                         | Тривалість |
| -- | --------------------------------------------- | ---------- |
| 1. | «Honey, Just Allow Me One More Chance»        | 1:57       |
| 2. | «Talkin' John Birch Paranoid Blues»           | 4:40       |
| 3. | «Ballad of Hollis Brown»                      | 7:10       |
| 4. | «Masters of War»                              | 6:30       |
| 5. | «Talkin' World War III Blues»                 | 6:24       |
| 6. | «Bob Dylan's Dream»                           | 5:57       |
| 7. | «Talking Bear Mountain Picnic Massacre Blues» | 5:44       |